# Баженова, Таисия Анатольевна
Таи́сия Анато́льевна Баже́нова (в замужестве По́стникова; 17 (29) мая 1900, Зайсан — 6 октября 1978, Аламида) — русская поэтесса, беллетристка, журналистка, мемуаристка.

## Биография
Согласно распространённой версии, Баженова родилась в семье сибирского казачьего офицера и литератора Анатолия Дмитриевича Баженова 17 мая (29 мая по новому стилю) 1900 года. В то же время исследовательница Ольга Тарлыкова утверждает, что согласно метрической книге Зайсана, обнаруженной в Областном Государственном архиве Усть-Каменогорска, будущая поэтесса значится как рождённая того же числа, но 1899 года. 8 мая по старому стилю её крестили в Александро-Невской церкви. При этом восприемниками выступили брат отца — подъесаул Антон Дмитриевич Баженов — и вдова надворного советника Александра Васильевна Сафонова. В 1912 г. отца Таисии переводят в Джаркент, где семья Баженновых прожила вплоть до 1914 г. Здесь Таисия подружилась с другой будущей поэтессой, тоже дочерью казачьего офицера М. В. Волковой. С началом Первой мировой войны Анатолий Дмитриевич получает назначение в Омск. Здесь Таисия Баженова в 1917 г. заканчивает гимназию.
Публикация первых стихов Таисии пришлась на время Гражданской войны: 27 января 1918 года. первое стихотворение было размещено в омской газете «Заря». Впоследствии публиковалась в журналах «Отечество» и «Иртыш» и газете «Вперёд».
Под явным впечатлением  Анненковского рейда, Таисья Баженова написала замечательное стихотворение «Ещё не погибли казачьи станицы, Не пала родная Сибирь...». Гимном Свободной Сибири могли бы стать эти строки, в чём-то созвучные государственному гимну Польши и народным гимнам Хорватии и Украины! Но это – совершенно оригинальное произведение, где юная поэтесса воссоздаёт величественный образ Атамана Ермака, ведущего казачьи полки на сокрушение нечестивых большевиков.
 — пишет журналист К. Э. Козубский.
В 1919 году в Харбине вышел её сборник «Песни сибирячки», отпечатанный в типографии газеты «Вперёд». В апреле того же года в «Народной газете» (Шадринск) было опубликовано её стихотворение «Инвалиды». В марте и мае 1919 года её стихи («Спящий город» и «Последним вечером» соответственно) появлялись на страницах газеты «Наша Заря».
После переезда в 1920 году в Харбин Баженова устроилась корреспондентом в газеты «Русский голос» и «Заря». «Русский голос» опубликовал её поэмы «Харбинка» и «19-й год». Её стихи, рецензии и рассказы, помимо «Зари», публиковались также в журналах «Рубеж», «Русское обозрение», «Дальневосточный синий журнал», «Вал», «Архитектура и жизнь» и в иллюстрированном еженедельнике «Родная нива». Баженова была членом одного из первых поэтических объединений в Харбине — «Медиата», содружества поэтов. Также она являлась сотрудником Общества изучения Маньчжурского края. Также Баженова читала свои стихи в литературно-художественном кружке при Харбинском коммерческом собрании (1922—1925?) и участвовала в деятельности Общества писателей и журналистов в Харбине (1921—1923). Во время проживания в Харбине планировала издать сборник своих стихов.

Из Таисии Баженовой выработался постепенно заправский газетный работник, владеющий газетною техникой, знающий вкусы и интересы читателя, и трудно представить себе газету без Т. А. Баженовой. «Русской жизни» она оказывает неоценимые услуги, помогая составлению газеты не только в отношении содержания, но и технически при вёрстке, корректуре и даже наборе.
Переехав в 1927 году в Сан-Франциско, Баженова продолжила публиковаться в харбинской периодике — журнале «Рубеж» (как спецкорреспондент из США) и ежедневной газете «Русский голос». Также работала в различных русских газетах Западного побережья: в редакции газеты «Русская жизнь», в газете «Новая заря» (с 1928 года), выступала сотрудником сборника «Земля Колумба». В своих же газетных статьях журналистка, некоторое время жившая и в Лос-Анджелесе, помещала интервью с актёрами, писателями, певцами и другими известными людьми, репортажи с голливудских съёмочных площадок, а также занималась освещением жизни эмигрантов. Так, Баженова занималась сбором сведений о русских женщинах, вывезенных американцами в США, и изучением быта молокан и русских сектантов на Русской горе в Сан-Франциско. Молоканам Лос-Анджелеса посвящена её статья в газете «Новая заря» в 1940 году. В своё время в Калифорнии существовал фонд имени Баженовой. Поэтесса занималась благотворительной деятельностью: так, благодаря Казачьему союзу в Париже ей стало известно о трагической судьбе подруги детства, поэтессы Марии Волковой, жившей в Германии, и Баженова выступила организатором регулярной помощи для неё.
При этом в журналах и сборниках публиковались её стихи, рассказы, интервью. Так, в 1934 году в харбинском войсковом юбилейном сборнике сибирского казачества «Сибирский казак», помимо стихов Баженовой, была размещена её статья «Лагерь на Аблакетке». В 1936 году в Нью-Йорке в сборнике литературы и искусства «Земля Колумба» были опубликованы её стихотворения «Иные встречи». Стихи Баженовой публиковались в «Калифорнийском сборнике» (1934), шанхайских журналах «Врата» (1935) и «Феникс» (стихотворение «Русская старушка», 1935), в нью-йоркском сборнике «Ковчег» (1942). Имевшая широкие связи в литературных кругах, Баженова вступила в переписку с многими представителями зарубежной русскоязычной литературы, в частности с Г. Д. Гребенщиковым.

## Мемуарная проза
В «Вестнике Общества русских ветеранов Великой войны в Сан-Франциско» Баженова опубликовала мемуары «Станция Оловянная». Затрагивая временной период февраля — марта 1920 года, она описывает, как с семьёй бежала из Омска через Иркутск в Читу, а затем во Владивосток в составе чехословацкого эшелона, как подверглась нападению красных партизан на станции Оловянная. Заканчиваются воспоминания описанием прибытия в Маньчжурию. В том же журнале писательницей был опубликован очерк «Весна в революцию», посвящённый событиям весны 1916 года, когда Таисия с семьёй отправилась на пароходе в Усть-Каменогорск, и весны 1917 года, проведённой в Омске. Также в сборнике «Сибирский казак» в 1934 году Баженова опубликовала «Лагерь на Аблакетке» — свой детский дневник с авторскими комментариями. Она вела его в 12—13 лет по совету отца. Дневник содержит много сведений о жизни, быте, службе казаков и их семей из алтайских станиц. Кроме того, Баженова рассказывает о пребывании в Усть-Каменогорске и в специальном лагере на реке Аблакетке, организованном на месте сборов военных частей, куда её отец прибыл как командир казачьей сотни.

## Критика
Баженову, наряду с Александрой Жернаковой, относят к старшему поколению русскоязычных поэтесс в Китае. Неширокое признание поэтессы в Харбине критики объясняют отсутствием литературного органа для печати её произведений. В харбинский период творчества источником вдохновения для Баженовой служила окружающая действительность, итогом стали «сценки из народного быта, картинки сибирской деревни, беженства и скитанья». В то же время исследователи отмечают в её творчестве этого периода общие для всех эмигрантов темы: Россия, чужбина и одиночество вкупе с тоской по Родине. После переезда в США она продолжила публиковать в Харбине заметки о жизни, на этот раз об американской, и «холливудских[sic] нравах». Поэзия же американского периода творчества Баженовой отличается ностальгией по прошлой жизни. Родина в её стихах ассоциируется с Сибирью.

## Семья
Отец, Анатолий Дмитриевич Баженов, офицер Сибирского казачьего войска, участник Русско-японской и Первой мировой войн, был редактором журнала «Иртыш» (Омск, 1918—1919); впоследствии также эмигрировал в США, где выступал с лекциями и статьями в газетах «Новая заря» и «Русская жизнь».
Мать, Евдокия Ивановна (1879/1880 — 28 ноября 1935 года, Харбин), была уроженкой Семипалатинской области. Кроме Таисии, в семье было ещё три ребёнка.
Таисия вышла замуж за полковника Сибирского казачьего войска Александра Степановича Постникова. Для подписи произведений использовала в основном девичью фамилию.
Могила Таисии Анатольевны Баженовой-Постниковой и Александра Степановича Постникова находится на Сербском кладбище в Колме.

## Память
Таисии Баженовой посвятила своё стихотворении «Идиллия» Мария Волкова.

## Комментарии
1. ↑  Ныне Восточно-Казахстанская область Казахстана.
2. ↑  По другим сведениям, это произошло в 1917 году. См.: Горбунов Ю. А. Писательницы России (Материалы для биобиблиографического словаря). Уральский следопыт (2013). Дата обращения: 6 января 2014. Архивировано 6 января 2014 года.; Примечания. Баженова Таисия // Русская поэзия Китая : Антология / Сост.: В. Крейд, О. Бакич. — М. : Изд. дом «Время», 2001. — 718 с. — (Поэтическая библиотека). — 3000 экз. — ISBN 5-94117-009-2.
3. ↑  По другим сведениям, издание носило название «Вечерняя заря». См.: Примечания. Баженова Таисия // Русская поэзия Китая : Антология / Сост.: В. Крейд, О. Бакич. — М. : Изд. дом «Время», 2001. — 718 с. — (Поэтическая библиотека). — 3000 экз. — ISBN 5-94117-009-2.; Ольга Тарлыкова. ПЕСНИ СИБИРЯЧКИ (К 115-летию Таисии БАЖЕНОВОЙ) : [арх. 23 сентября 2016] // Простор. — 2015. — № 7.